# Trichosalpingus longicollis
Trichosalpingus longicollis es una especie de coleóptero de la familia Mycteridae.

## Distribución geográfica
Habita en Nueva Gales del Sur (Australia).